# Takamichi Kobayashi
Takamichi Kobayashi (小林 高道 Kobayashi Takamichi?, nacido el 3 de enero de 1979 en Niigata) es un exfutbolista japonés. Jugaba de centrocampista y su último club fue el Albirex Niigata de Japón.

## Trayectoria

### Clubes
| Club            | País  | Año         |
| --------------- | ----- | ----------- |
| Albirex Niigata | Japón | 1997 - 2001 |